# 李鸿文
李鸿文（1930年1月29日—2020年7月20日），中國中共党史以及东北抗联史學者，东北师范大学教授，享受国务院政府特殊津贴。

## 生平
李鸿文祖籍山東平度，生於現今黑龙江省牡丹江市。1947年9月考入东北大学，1951年9月毕业于东北师范大学历史系，隨後來到中國人民大學攻讀研究生並於1953年畢業，後來在东北师范大学擔任講師，1983年成為副教授，1986年成為教授並且還擔任党史资料室主任、党史教研室主任、吉林省中国共产党历史学会常务理事、中共吉林省委党史研究室特邀研究员等职务。
李鸿文曾負責編輯《东北抗日联军斗争史》、《中国革命道路的理论研究》、《东北抗日游击战争史略》、《东北抗日战争和东北抗日联军史》、《20世纪30年代朝鲜共产主义者在中国东北》、《東北現代史》、《论中共中央〈一二六指示信〉对东北抗日斗争的影响》等著作。
2020年7月20日因病於长春逝世。